# Петрос Капанци
Петро́с Капанци́ (арм. Պետրոս Ղափանցի; около 1700, Капан — 20 марта 1784, Никомедия) — армянский поэт, священник и композитор XVIII века.

## Биография
О ранних годах жизни Петроса Капанци известно очень мало. Родился он в Капане в провинции Сюник восточной Армении. В 1753—1756 годах был монахом Эчмиадзинского братства, служил в различных местах — в том числе в Константинополе, Эдирне и Крыму.
В 1780 году Капанци был назначен религиозным главой в Никомедии (в настоящее время город Измит в Турции).
Умер 20 марта 1784 года в Никомедии.

## Творчество
Петрос Капанци был учеником Багдасара Дпира, умершего в 1768 году. И, хотя в своём поэтическом творчестве Капанци использовал собственные, разработанные им самим, новые формы, влияние учителя всегда оставалось отчётливо заметным.
Бо́льшую часть жизни поэт прожил на чужбине, в Константинополе, но никогда не забывал о трагической судьбе родного народа. В своих стихах он скорбит об Армении, проклинает завоевателей и предупреждает об опасностях, грозящих армяно-григорианской вере и духовному центру всех армян — Эчмиадзину.
Главное направление творчества Петроса Капанци — патриотическая поэзия и гражданская лирика. Его стихи содержат всю гамму выражения печали, ностальгии, мечтаний и тоски по родине. Капанци достиг высокого мастерства в использовании аллегорий, особенно часто используя традиционные образы розы и соловья («К почтенному народу моему — с иносказательным обращением к Розе»). Автор описывал себя соловьём, выражавшим любовь к розе — символу его утраченного отечества.
Но даже в самых трагических плачах и религиозных произведениях у Петроса Капанци нет проявления безысходности — его патриотическая поэзия прославляет свободолюбие, пронизана верой в светлое будущее и призывами к армянскому народу не смиряться перед врагом.
Петрос Капанци не ограничивается национальными рамками, в его стихах много говорится о стремлениях и других народов к национальному освобождению от турецкого ига («О весне Византии…», «Вновь о Константинополе…»).
В 1772 году в Константинополе Петрос Капанци издал сборник стихов «Книга, называемая песенником» (арм. «Գրքոյկ կոչեցեալ Երգարան»). Многие из этих стихотворений («К любимому народу моему», «К почтенному народу моему», «Вновь к возлюбленному народу моему», «Вопрошение и моление, жалоба и стенание» и другие) многократно переиздавались и получили широкую известность. Из 110 поэм, входящих в сборник, 36 стали настолько популярными, что некоторые исполняются и в настоящее время.
Капанци писал свои поэмы в очень ясном стиле на «мягком» классическом армянском языке — переходном между классическим и современным армянским.